# Powelliphanta
Powelliphanta is een geslacht van weekdieren uit de klasse van de Gastropoda (slakken). Het betreft allemaal carnivore landslakken die in Nieuw-Zeeland voor komen.

## Soorten
- Powelliphanta annectens (Powell, 1936)
- Powelliphanta augusta K. Walker, Trewick & Barker, 2008
- Powelliphanta fiordlandica (Climo, 1971)
- Powelliphanta fletcheri (Powell, 1938)
- Powelliphanta gagei (Powell, 1938)
- Powelliphanta gilliesi (E. A. Smith, 1880)
- Powelliphanta hochstetteri (L. Pfeiffer, 1862)
- Powelliphanta lignaria (Hutton, 1888)
- Powelliphanta marchanti (Powell, 1932)
- Powelliphanta patrickensis (Powell, 1949)
- Powelliphanta rossiana (Powell, 1938)
- Powelliphanta spedeni (Powell, 1932)
- Powelliphanta superba (Powell, 1930)
- Powelliphanta traversi (Powell, 1930)